# United Nations Truce Supervision Organization
United Nations Truce Supervision Organization (UNTSO) är en Förenta nationernas observatörsgrupp som upprättades 29 maj 1948 för att övervaka vapenvilorna mellan Israel och dess arabiska grannländer. Folke Bernadotte spelade här en ledande till roll tills han mördades. 
UNTSOs verksamhet har förändrats på många sätt på grund av Mellanösterns turbulenta historia. Idag arbetar Untsos observatörer bland annat i södra Libanon.